# Staubsaugerroboter

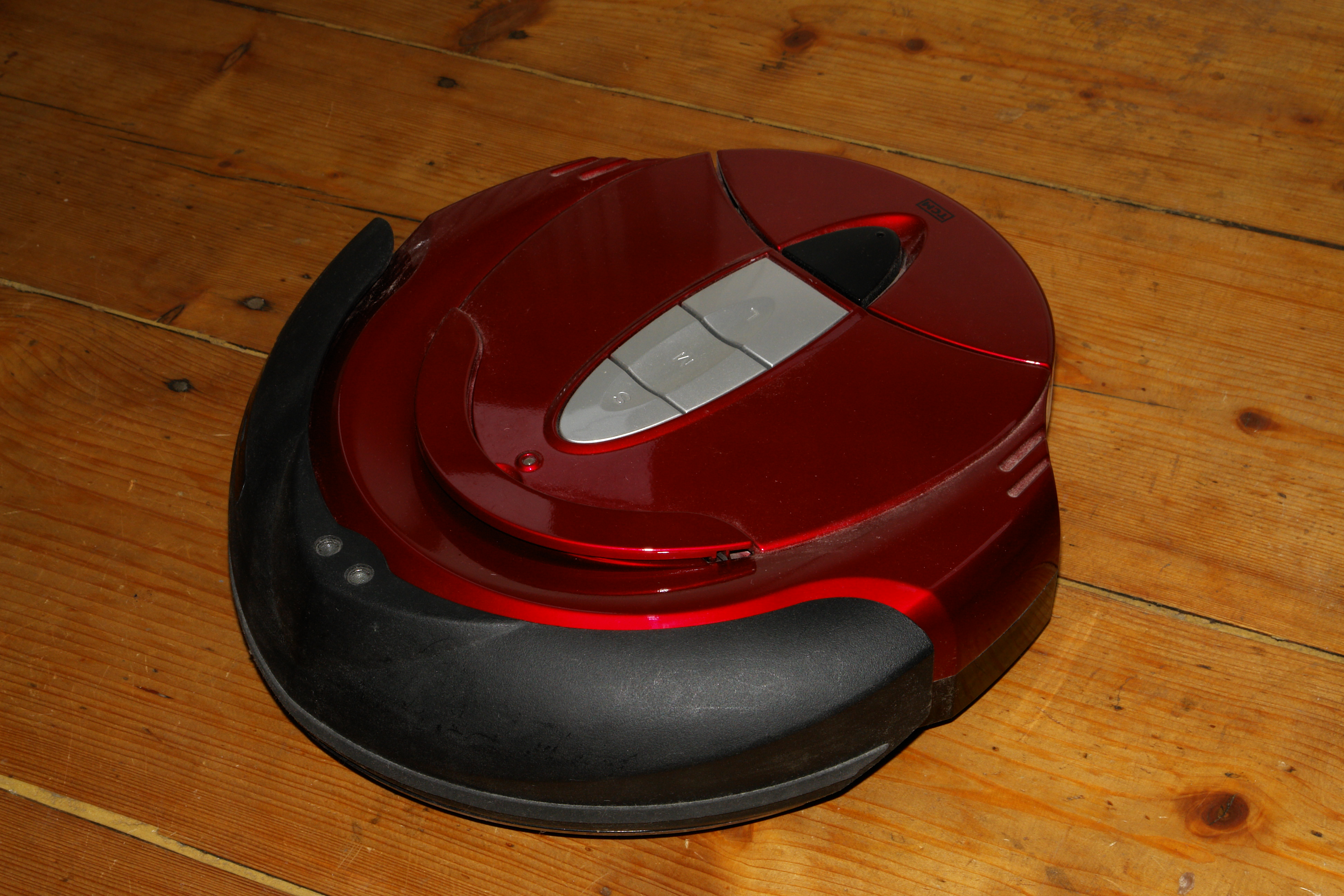
Reinigungsroboter der Marke TCM

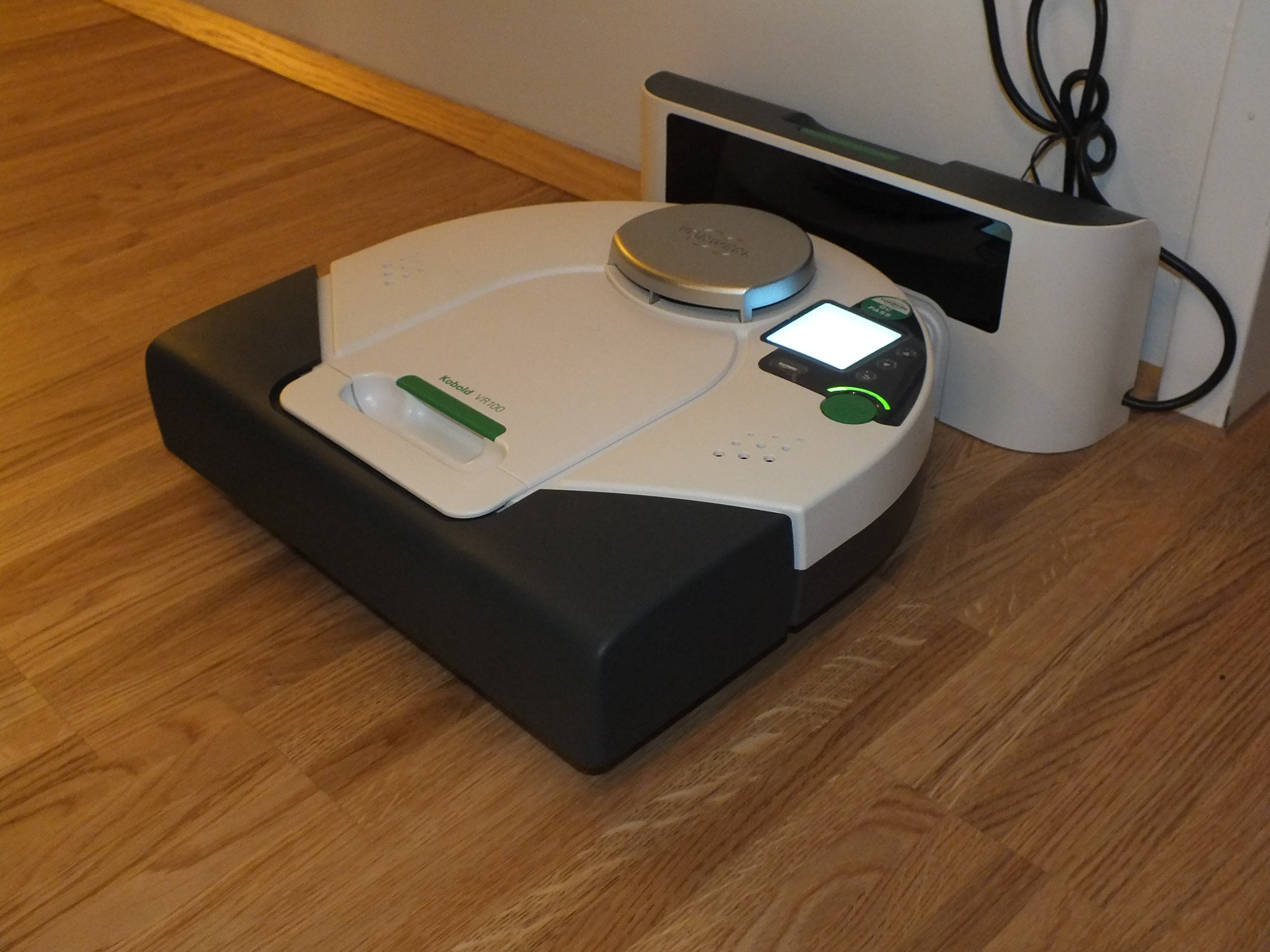
Vorwerk Staubsaugerroboter, basierend auf dem XV-11 von Neato

Staubsaugerroboter – auch Staubsaugroboter, Saugroboter oder Roboterstaubsauger genannt – sind Haushaltsroboter, die selbsttätig Böden reinigen können.
Seit ihrer Etablierung Ende der 1990er als erste Serviceroboter, die Eingang in den Alltag gefunden haben, befinden sich die Roboter für den privaten Gebrauch auf Wachstumskurs. 2018 wurden in Österreich 63.000 Haushaltsroboter verkauft, knapp 80 % davon waren Staubsaugerroboter.

## Funktion
Staubsaugerroboter sind oft in Form eines etwa 30 cm großen flachen Zylinders oder einer daran angelehnten Geometrie ausgeführt. Beim Durchmesser bzw. der Breite orientieren sich die Hersteller am Abstand von Stuhlbeinen. Es wird versucht, eine möglichst geringe Bauhöhe zu realisieren, um auch unter Möbeln saugen zu können.
Mit steigender Komplexität verfügen die Modelle über eine Anzahl von Sensoren, mit denen sie sich orientieren können. Aufwändige Modelle speichern auch Informationen über Räume und die Basisstation, zu der sie selbstständig nach getaner Arbeit zurückkehren, um sich aufzuladen. Mit Hilfe aufwändiger Elektronik können diese Roboter verschiedene Programme ausführen, wodurch alle für den Staubsaugroboter zugänglichen Stellen in einem Raum und eine entsprechende Reinigungswirkung erreicht werden.

### Reinigungsfunktion

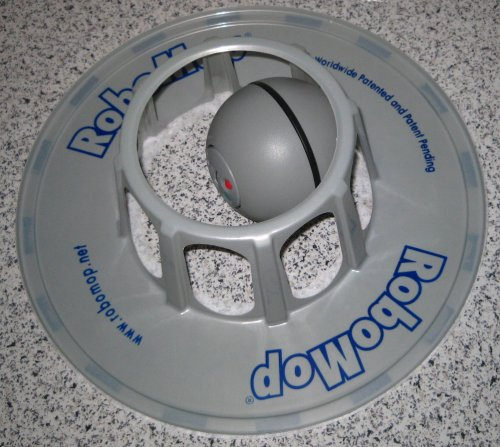
Einfacher Staubwischroboter mit Tuch und Kugel als Antrieb

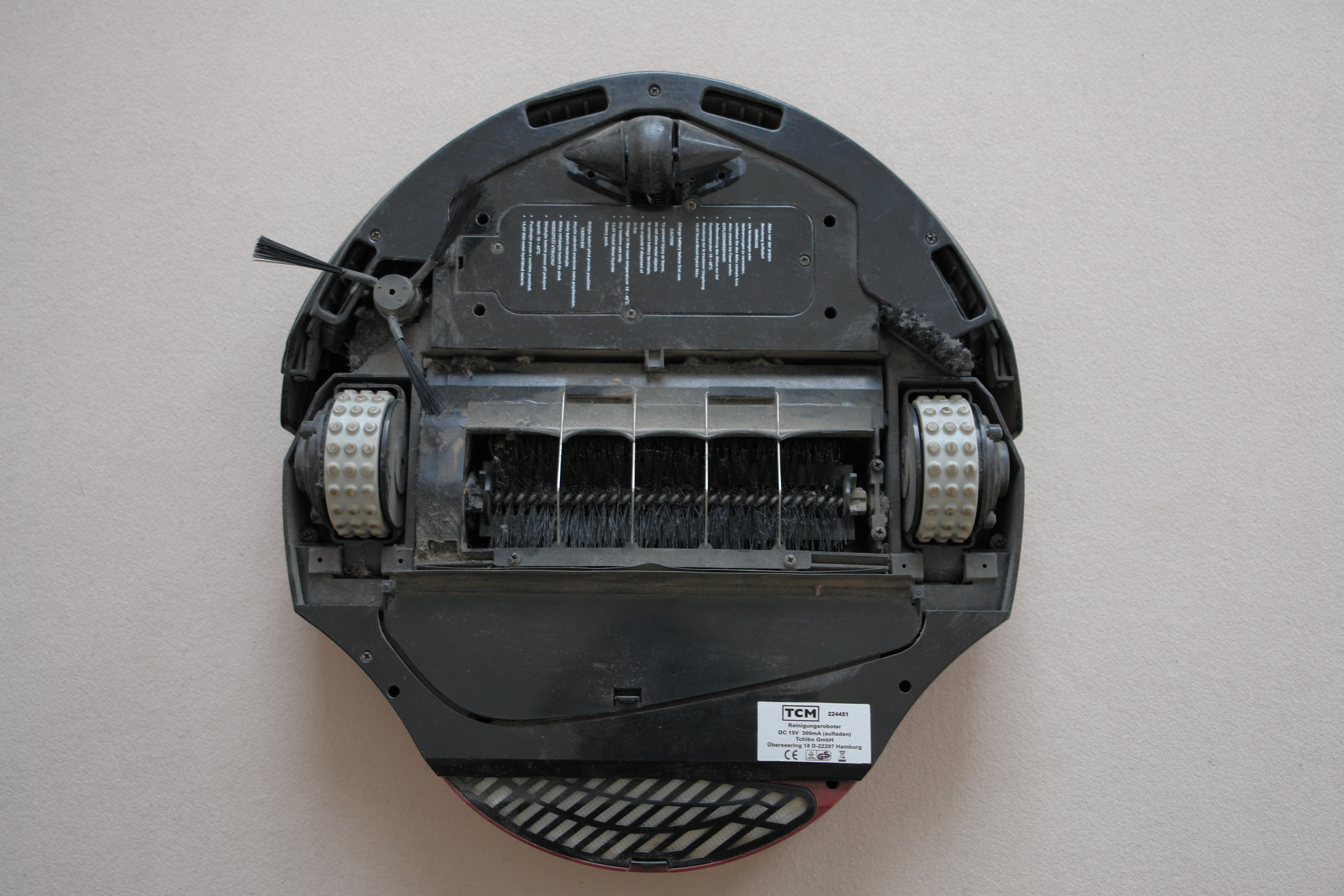
Unteransicht Reinigungsroboter

Obwohl selbst nicht direkt den Staubsaugern zuzurechnen, stellen Modelle mit statischen Tüchern, die Staub von glatten Hartböden aufnehmen, die einfachste Reinigungsform dar. Die meisten Geräte arbeiten jedoch nach dem Prinzip des Teppichreinigers kombiniert mit einer Staubsaugfunktion: Die Reinigung beruht auf verschiedenen rotierenden Bürsten oder Walzen mit Gummiwischern. Die verwendeten Staubsauger sind im Vergleich mit herkömmlichen Haushaltsstaubsaugern leistungsschwach. Praktisch alle Staubsaugerroboter arbeiten ohne Beutel, die Auffangboxen mit dem Staub werden einfach im Mülleimer ausgeleert.
Viele Roboter verfügen zusätzlich zum allgemeinen Reinigungsmodus über einen sogenannten Spot-Modus zur intensiven Reinigung eines kleinen Bereiches, um beispielsweise Verschüttetes aufzusaugen.
Die Stiftung Warentest testete im März 2012 exemplarisch zwei Staubsaugerroboter. Grobschmutz in aufgeräumten Räumen konnten sie bei täglichem Gebrauch recht erfolgreich entfernen. Auf Teppich entfernten sie Staub nur oberflächlich. Zudem pusteten sie einen Großteil des Feinstaubs wegen ihrer primitiven Filtertechnik wieder in den Raum zurück. In den folgenden Jahren wurden Modelle mit HEPA-Filtern vorgestellt, die mit ihrer sehr viel besseren Filtergüte vor allem Allergikern empfohlen werden.
Laut Testbericht der Stiftung Warentest aus dem Jahr 2015 mit sieben getesteten Saugrobotern ersetzen diese auch 2015 noch keine klassischen Bodenstaubsauger, gegen die sie mangels Saugkraft schlecht abschneiden. Im Test 2017 hat die Stiftung Warentest sechs Roboter getestet. Da die Saugkraft der Roboter bauartbedingt nicht mit konventionellen Staubsaugern vergleichbar ist, wurden sie als eigene Produktgruppe getestet. Auch der Test 2020 ergab, dass nicht alle Roboter so gründlich, unauffällig und selbstständig arbeiten, wie es die Hersteller versprechen.

### Navigation und Steuerung

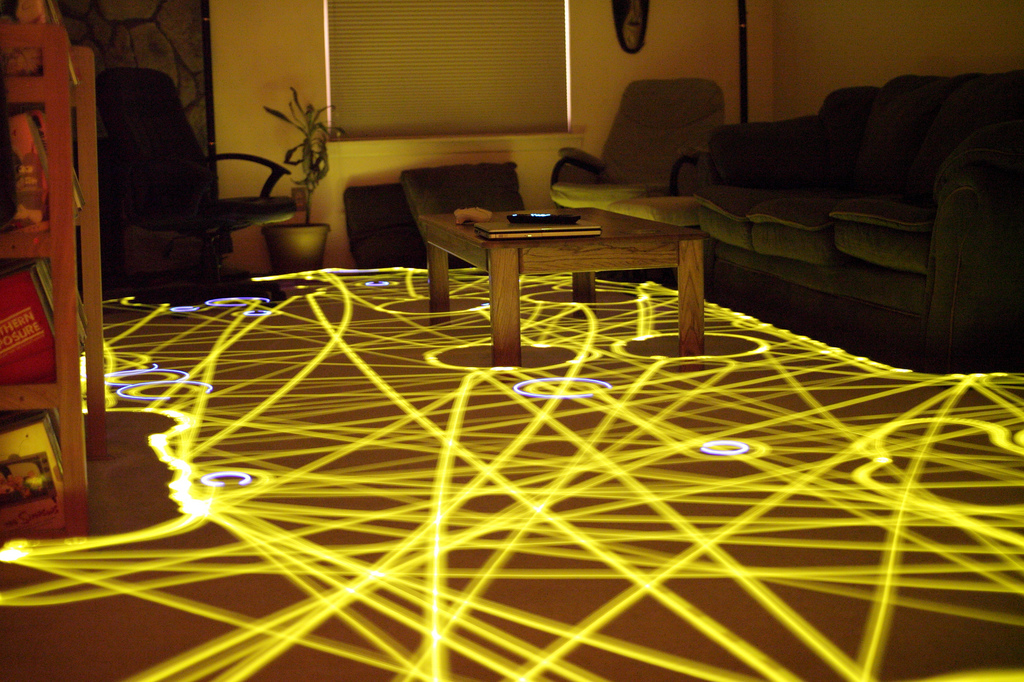
In 45 Minuten abgefahrene Wege eines Staubsaugerroboters per Langzeitaufnahme

Einfache Staubsaugerroboter erfassen die Umgebung nur mit einem einzelnen Kollisionssensor. Stößt der Roboter auf ein Hindernis, ändert er seine Richtung. Die ersten Staubsaugerroboter (Beispiel: Sichler Robo-Staubsauger) benötigten hierfür keine Elektronik, bereits mit einer einfachen Federmechanik konnte sich der Staubsaugerroboter nach Kontakt mit einem Hindernis auf der Stelle drehen und eine andere Richtung einschlagen. Mit ausreichender Fahrzeit kann mit dieser einfachen, dem Zufallsprinzip folgenden Logik eine Fläche vollständig erfasst werden.
Komplexe Staubsaugerroboter verwenden Ultraschall, Infrarot-Licht oder Laser, um durch Reflexionen die Entfernung zu einem Gegenstand zu ermitteln. Absturzsensoren ermöglichen das Erkennen von Treppen und Absätzen. Modelle mit aufwendiger Steuerungselektronik und Sensorik sind in der Lage, Kanten zu folgen oder sich im Raum zu orientieren.
Im technisch gehobenen Segment kartieren die meisten Modelle die Räume und reinigen die Flächen bzw. Räume systematisch. Dabei kommen modellspezifisch die vorhandenen Kollisionssensoren und verschiedene aus Trägheitsnavigationssystemen bekannte Techniken von der Odometrie bis hin zu Lidar-Sensoren zum Einsatz. Dies bietet den Vorteil eines kürzeren Reinigungsvorganges praktisch ohne Auslassungsstellen, was im Umkehrschluss zu einer höheren Flächenleistung führt. Chaotisch reinigende Systeme bieten demgegenüber den Vorteil, häufig mehrfach die gleichen Stellen zu überfahren und so auch Restverschmutzungen zu reinigen, der beim ersten Durchgang nicht vollständig aufgenommen wurden. Beim manuellen Staubsaugen erfolgt dies zumeist ganz intuitiv. Erfolgt dies beim navigierenden Roboter erst mit einem zweiten Durchlauf, so wird der Zeitvorteil zumeist wieder aufgehoben. Die erstellten Raumpläne und Fahrmuster können bei Robotern mit entsprechender Softwareanbindung eingesehen werden. iRobot sorgte 2017 für Aufsehen, als die Idee veröffentlicht wurde, die Wohnungspläne an andere Firmen weiterzuverkaufen. Neben der Idee, die Daten auch für andere Anwendungen nutzen zu können, wurden Bedenken bezüglich des Datenschutzes geäußert.
Dinge, in denen sich der Roboter verfangen kann, wie z. B. auf dem Fußboden herumliegende Kabel oder Textilien können zu Funktionsstörungen führen oder ggf. auch die daran hängenden Geräte herunterziehen (z. B. Tischleuchte vom Tisch). Die Hersteller empfehlen daher, diese Form von Hindernissen aus dem Arbeitsbereich der Geräte zu entfernen bzw. den Arbeitsbereich durch Absperrungen entsprechend einzugrenzen.
In Abhängigkeit vom Bodenbelag kann es bei einzelnen Modellen Probleme geben, da die Absturzsensoren auf einigen dunklen Fliesen nicht funktionieren und sich das Gerät dann sicherheitshalber abschaltet.

### Reinigungsdauer und -fläche
Einfachere Modelle reinigen bis zur Erschöpfung des Akkus. Andere Modelle richten ihre Reinigungsdauer an der intern eingestellten oder einer auf Basis von abgemessenen Strecken berechneten Reinigungszeit aus. Viele Roboter sind in der Lage, bei erschöpftem Akku automatisch zur Ladestation zurückzukehren und sich selbstständig wieder aufzuladen. Geräte mit entsprechender Kartierungs- und Navigationsfunktion können nach dem Ladevorgang die Reinigungstätigkeit an der letzten Stelle fortsetzen, bis die gesamte erfasste Fläche gereinigt wurde. Die Reinigungsdauer pro Akkuladung liegt bei den meisten Modellen zwischen einer halben und zwei Stunden.
Modelle mit einer Zeitsteuerung sind in der Lage, mehrere Tage ohne Eingriff unbeaufsichtigt ihren Dienst zu versehen. Begrenzender Faktor für den vollständig autonomen Dienst ist dann zumeist das Fassungsvermögen des Staubbehälters. Auch hier verfügen einige Modelle bereits über Sensoren, die einen vollen Behälter anzeigen und den Roboter dann stilllegen. Die Behältergröße ist in der Regel nur für sehr wenige Reinigungsdurchgänge dimensioniert. Einige wenige Roboter können ihre internen Staubbehälter an der Basisstation selbstständig entleeren.
Angaben zu Flächen, die die Roboter in einem Arbeitsgang, bzw. mit einer Akkuladung reinigen können, stammen sehr oft von Händlern und Bewertungsseiten. Sie liegen je nach Modell bei 40 bis zu über 180 m². In der Praxis ist vor allem der Untergrund einer der bestimmenden Faktoren. Auf weichen Teppichböden ist der Energieverbrauch wesentlich höher und oft die Fahrgeschwindigkeit geringer, als auf harten Böden, wie z. B. Laminat.

## Zubehör
Neben der normalerweise mitgelieferten Ladestation stellen Fernbedienungen und Vorrichtungen zu Begrenzung der Reinigungsfläche das häufigste Zubehör. Oft wird es auch bereits im Set angeboten.
Für die Flächenbegrenzung kommen verschiedene Techniken zum Einsatz. Einige Hersteller nutzen Infrarotlichtsperren, die einen unsichtbaren Lichtstrahl aussenden. Oft werden sie auch als virtuelle Wand bzw. mit ihrer englischen Bezeichnung virtual wall bezeichnet. Erkennt der Roboter den Lichtstrahl, so ändert er seine Richtung. Neben linienförmigen Lichtschranken, die beispielsweise Türöffnungen sperren oder Räume teilen können, gibt es auch Geräte, die über einen bestimmten Bereich eine Sperrzone legen. Ein häufiges Beispiel für deren Anwendung sind Tierfutternäpfe, die nicht angestoßen werden sollen. Andere Firmen nutzen Magnetstreifen, die auf dem Boden ausgelegt werden. Sensoren im Roboter erkennen ihn ähnlich der Infrarotlichtsperre und meiden den abgesperrten Bereich.

## Geschichte und Verbreitung

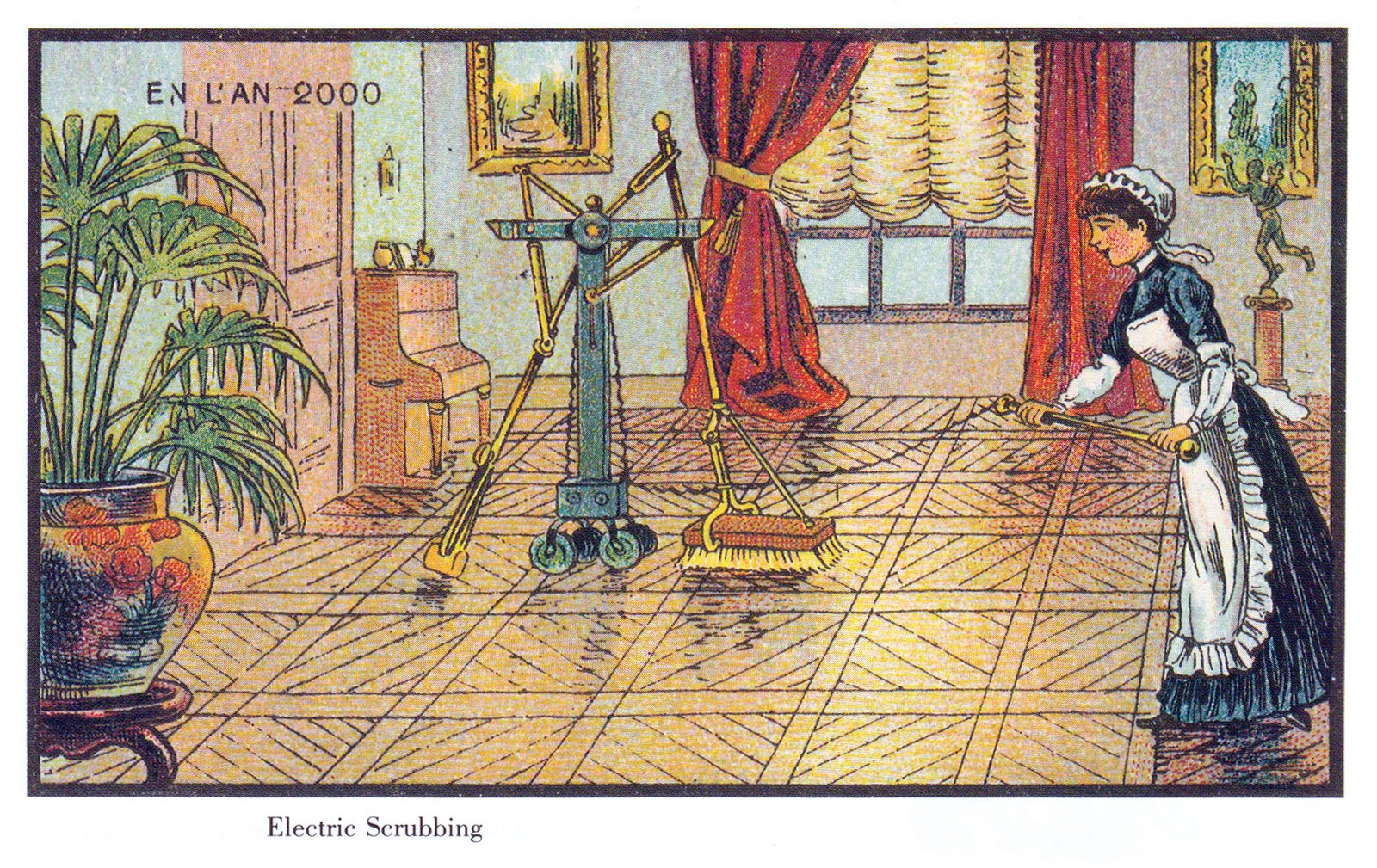
Elektrische Bodenreinigungsmaschine, Zeichnung von 1899

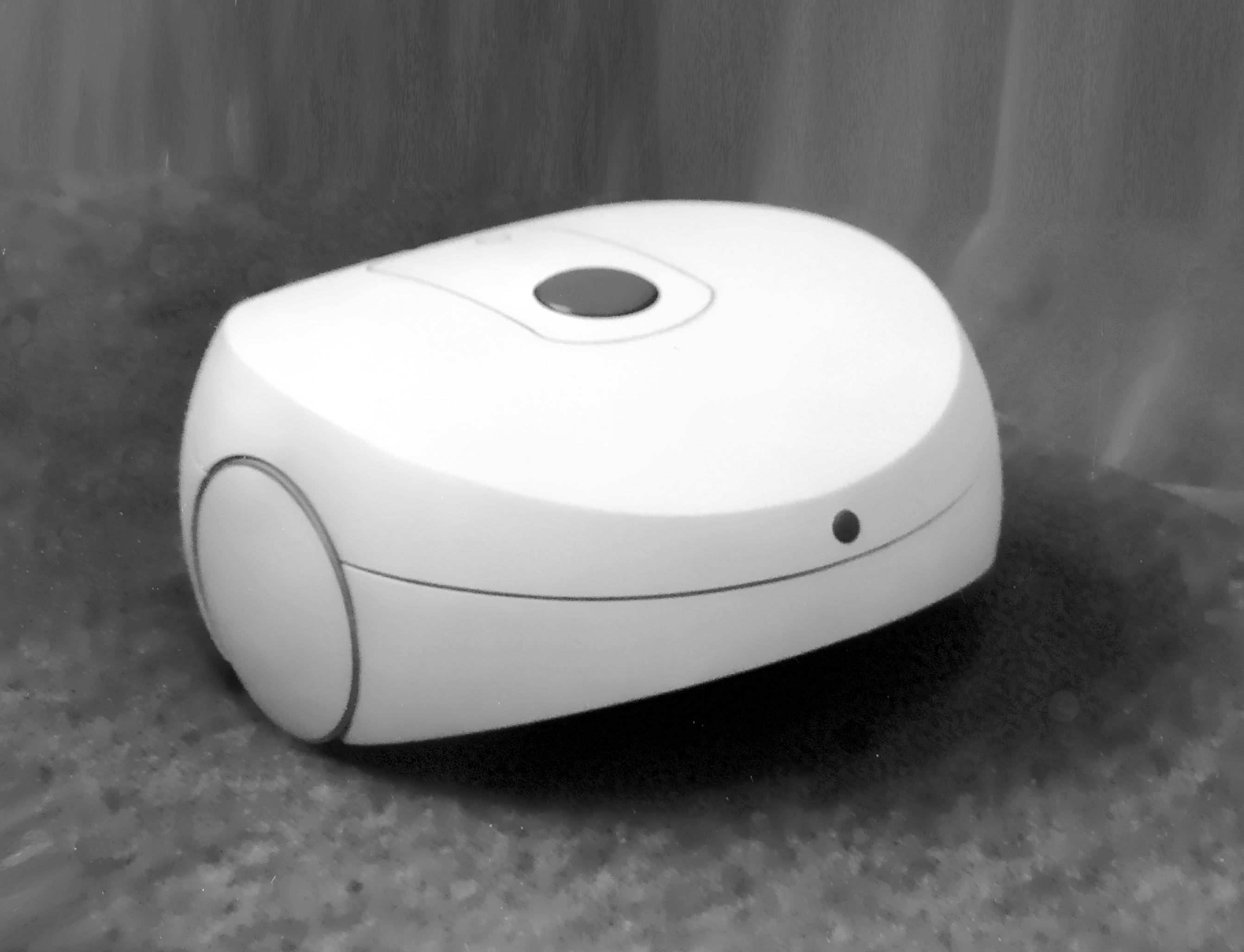
Konzept-Studie 1994, Tilo Hauke (Diplomarbeit Burg Giebichenstein Kunsthochschule Halle)

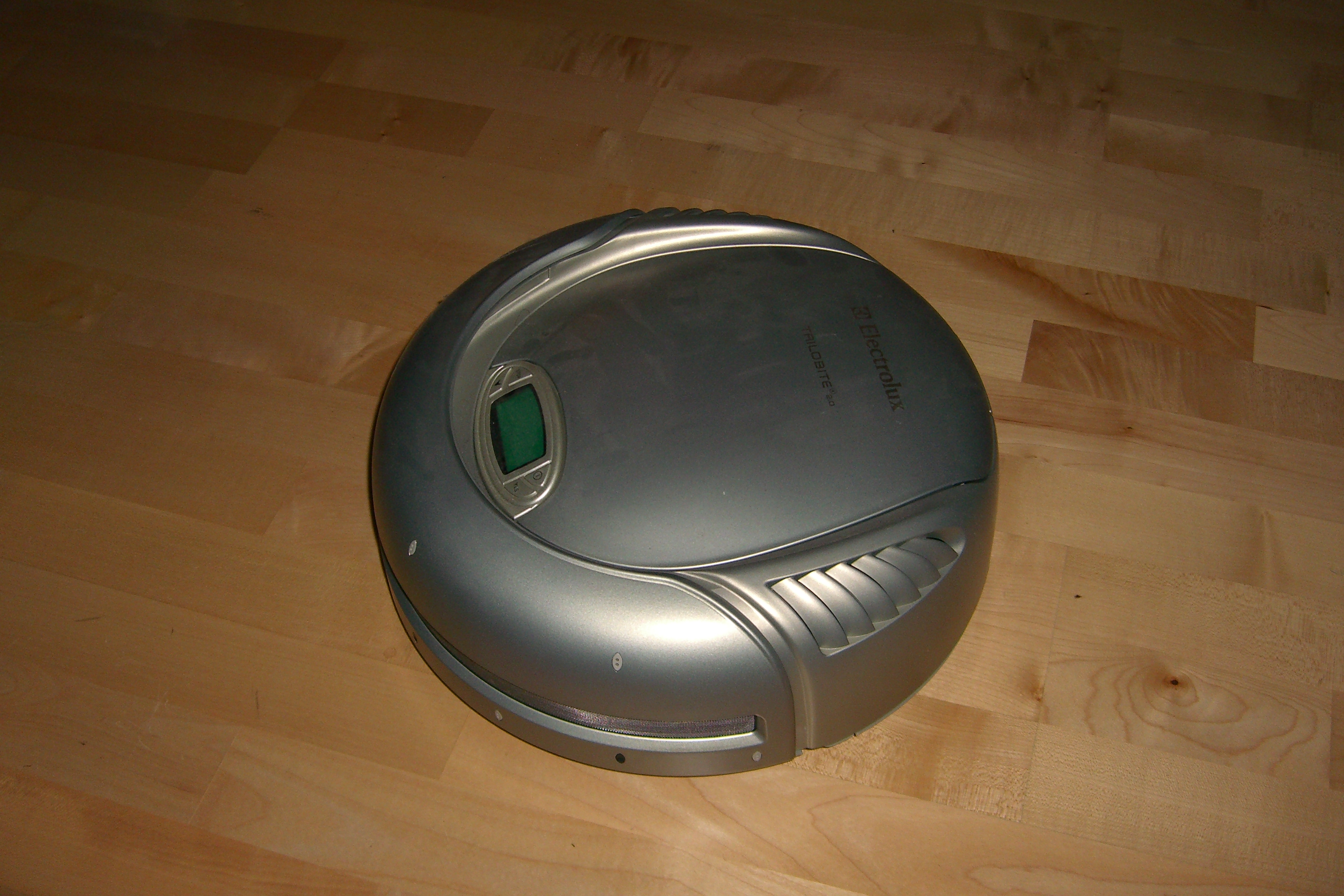
Trilobite 2.0 von Electrolux (2004)

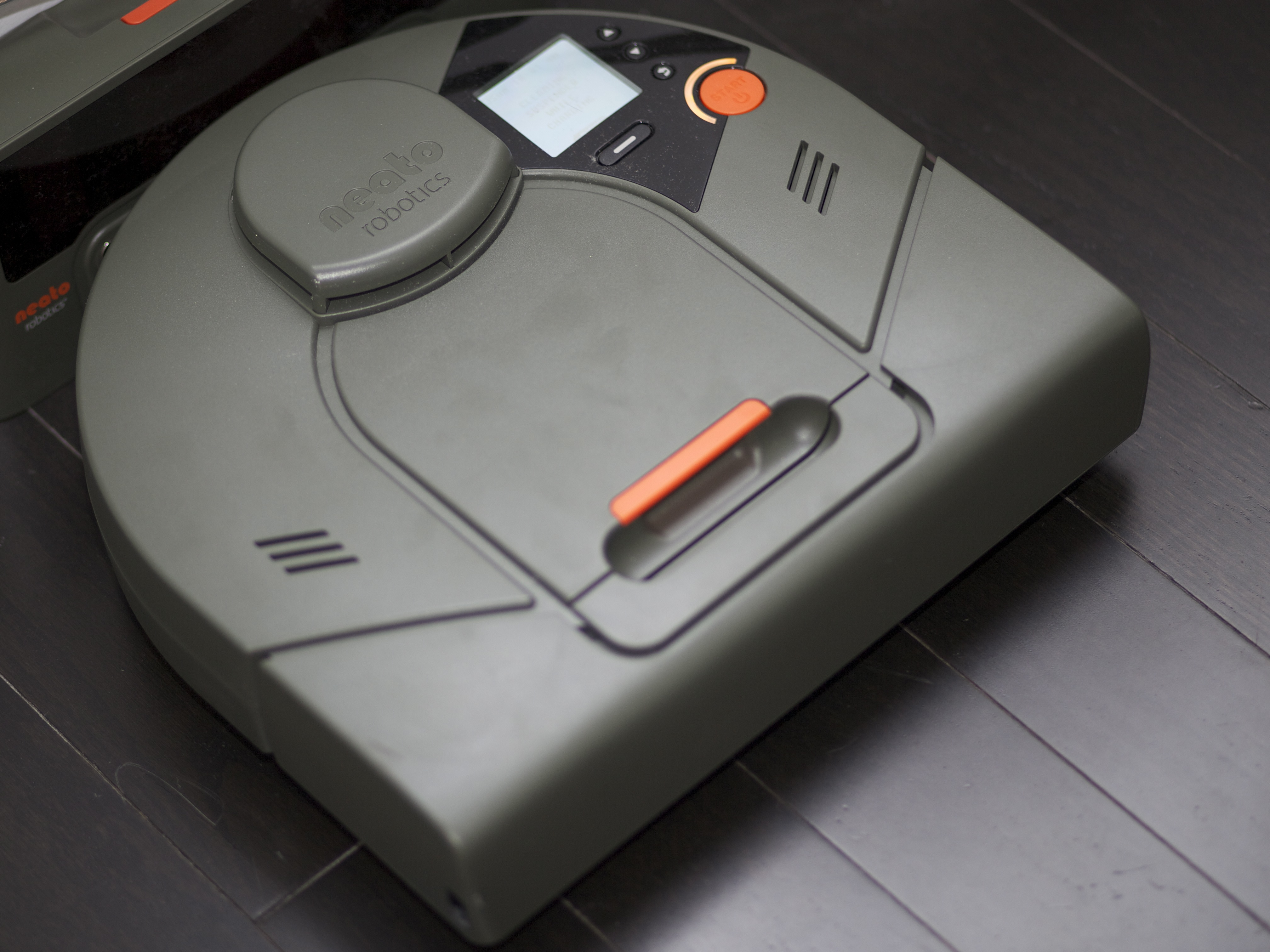
Saugroboter XV-11 von Neato Robotics (2010)

### Geschichte
2001 war der erste autonome Staubsauger im Handel erhältlich: der Trilobite von Electrolux. Der in Schweden gebaute und nach einem dreilappigen Gliederfüßer aus dem Paläozoikum (siehe Trilobiten) benannte Prototyp hatte 1997 in der BBC-Sendung Tomorrow's World seinen ersten medialen Auftritt. Seine Schwächen – er kollidierte mit Gegenständen und hielt vor Wänden an, weshalb einige Stellen ungereinigt blieben – mussten vor der Marktreife allerdings noch ausgeräumt werden. 2004 erschien die überarbeitete Ausgabe: der Trilobite 2.0.
Ebenfalls 2001 datiert die Vorstellung eines Staubsauger-Roboters durch das britische Technologieunternehmen Dyson: Der DC06 war jedoch zu schwer und zu langsam und ging daher nie in die Serienproduktion. 2002 folgte ein Robovac des amerikanischen Technologie-Unternehmens iRobot: der mit einer Reihe von Basissensoren ausgestattete Roomba. Das Gerät konnte Hindernisse aufspüren und ihnen ausweichen sowie steile Abgründe erkennen und vermeiden, eine Treppe hinunterzustürzen. Der Roomba wurde schnell populär und gab den Anstoß zu weiteren Entwicklungen.
2010 führte Neato Robotics den Saugroboter XV-11 mit laserbasierter Kartierung anstelle des herkömmlichen Ultraschalls ein. 2015 folgten kamerabasierte Kartierungen von Dyson (360 Eye) und iRobot (Roomba 980).
Seit 2018 wurden mit Modellen wie Wooley und dem Robot Vacuum Cleaner MK2 mehrere Staubsaugerroboter als Open Hardware veröffentlicht, was den Selbstbau, Modifikationen und einfachere Reparatur ermöglichen soll.

### Verbreitung
Nach Angaben der International Federation of Robotics wurden 2008 weltweit ca. 940.000 Staubsaugerroboter verkauft, beinahe 50 % mehr als 2007. 2018 wurden weltweit mehr als 11,6 Millionen Roboter-Staubsauger und -Bodenreiniger verkauft. Laut einer repräsentativen Umfrage nutzen 2021 in Deutschland 13 Prozent aller Menschen einen Staubsaugerroboter.

## Hersteller
Staubsaugerroboter werden vorwiegend in Europa, USA und Asien hergestellt. In den USA und Asien sind vor allem auf Roboter spezialisierte Hersteller anzutreffen. In Europa, speziell Deutschland, ergänzen die klassischen Reinigungsgerätehersteller ihre Produktpalette mit Staubsaugerrobotern. Die Funktions- und Preisunterschiede zwischen den angebotenen Modellen können erheblich sein. Folgend sind die wichtigsten Unternehmen und ihre Modellreihen aufgelistet (Stand: 2020):

### Asien & Pazifik
- Samsung, Südkorea: POWERbot
- Sharp, Japan: cocorobo

### China
- ECOVACS Robotics, China: DEEBOT
- Techtronic Industries TTI, China: Dirt Devil
- Xiaomi, China
- Roborock (früher Mi Robot Vacuum)
- eufy (Marke von Anker Innovations, China), USA: RoboVac

### Europa
- Dyson, Großbritannien: Heurist
- Vorwerk, Deutschland: Kobold VR
- AEG, Deutschland: RX, in der Schweiz Electrolux PUREi
- Kärcher, Deutschland: RC (RoboCleaner)
- Rowenta, Deutschland: Explorer
- Miele, Deutschland: Scout RX
- Cecotec, Spanien: Conga

### USA
- iRobot, USA: Roomba
- Neato Robotics, USA (seit 2017 zu Vorwerk): Botvac
- ILIFE Robot, USA – in Europa ZACO, Deutschland: A- und V-Serie
- HOBOT, USA – in Europa Sichler, Deutschland: Legee
- Bagotte, USA: BG

## Varianten mit Wassertank

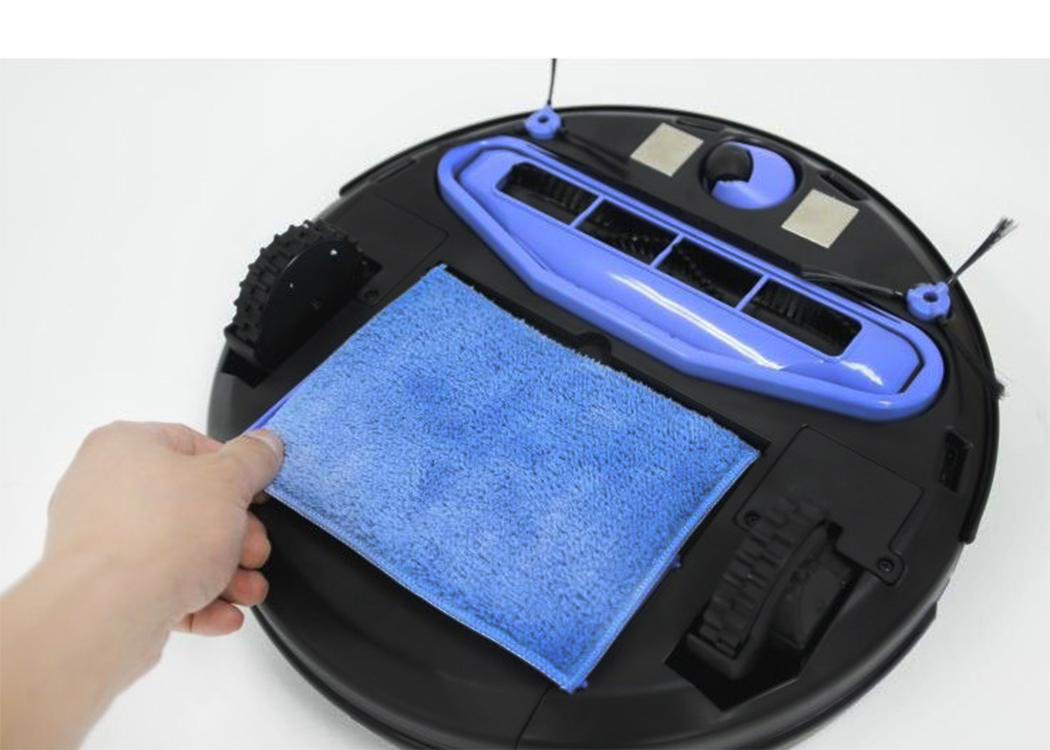
Mikrofaser-Pad zum trockenen oder feuchten Wischen des Bodens

Einige Hersteller haben ihre Produktpalette um Bodenwischroboter oder kombinierte Saug-Wisch-Roboter ergänzt. Die Geräte sind mit einem auswechselbaren Mikrofaserpad oder rotierenden Wischmopps ausgestattet, mit denen sie über den Boden wischen.
Daneben gibt es reine Wisch-Roboter.